# 우미보즈

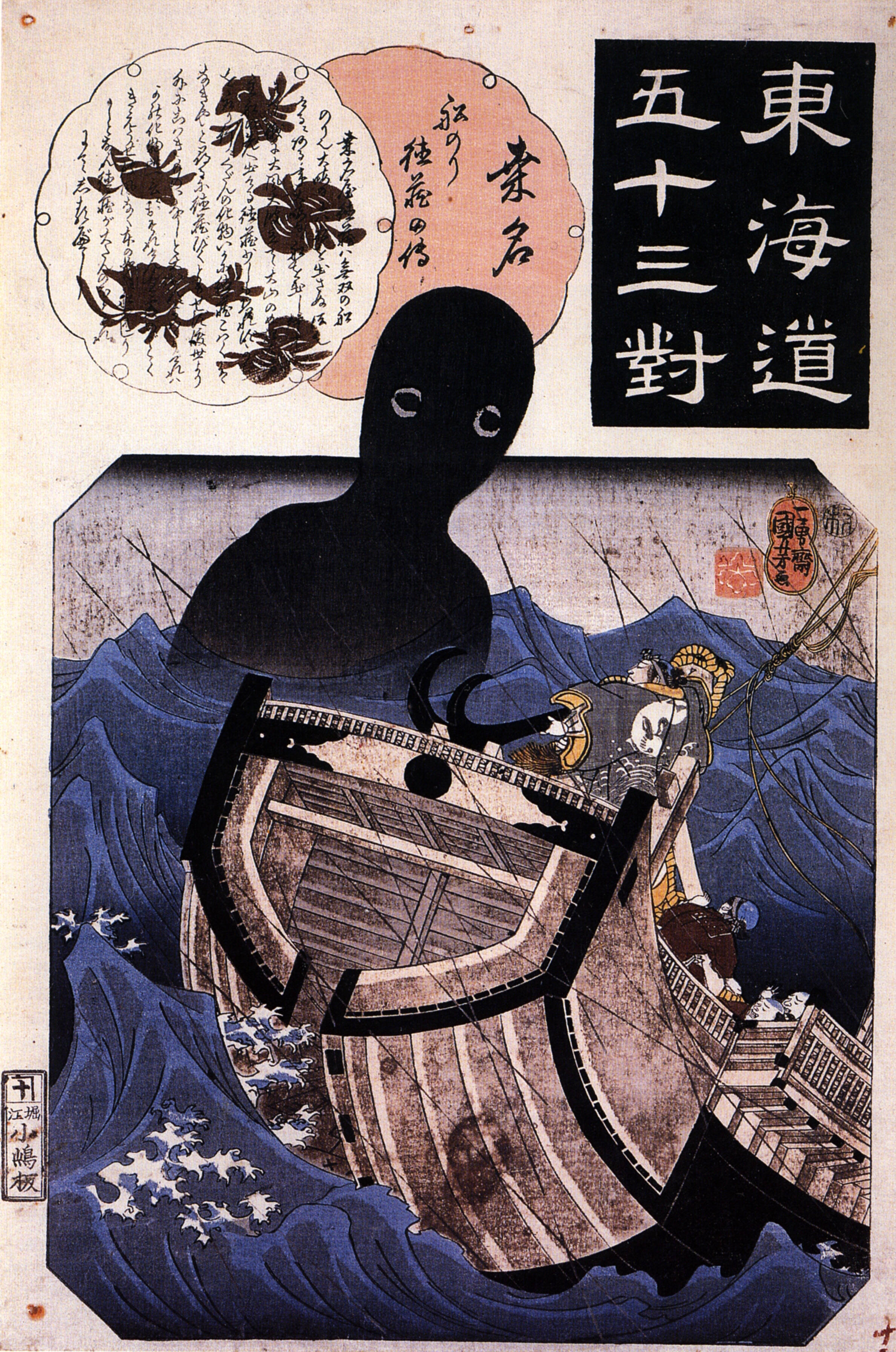
우타가와 쿠니요시 《동해도 53 대 쿠와나》의 우미보즈

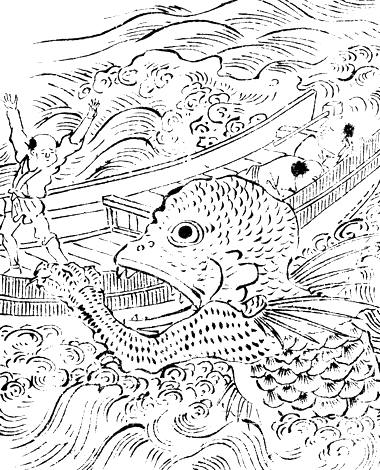
키타오 마사미의 키뵤시《요괴착도첩》비늘과 지느러미가 달린 우미보즈가 등장한다.

우미보즈(일본어: 海坊主, うみぼうず)는 일본에 전해져 내려오는 바다에 사는 요괴. 바다 유령.
우미호시(海法師), 우미뉴도(海入道)라 불리는 것도 포함하고 있다.

## 개요
바다에 출몰하며 대부분은 밤에 나타난다. 좀 전까지 잔잔하던 해면이 갑자기 출렁이며 거대한 검은 중머리가 나타나 배를 뒤집으려 한다. 크기는 대부분 수 미터에서 몇 십미터에 이르기까지 상당히 거대한 편으로 여겨지나 비교적 작은 것도 있다고 전해지고 있다.
배유령과 함께 환상담으로 전해져 내려오는 것이 많고, 명확하게 구별되지 않는다. 주걱을 빌려달라 하며 배를 침몰시키려는 배유령과 우미보즈를 동일한 것으로 보기도 한다. 하지만 일반적으로 배유령은 바다가 거칠어지면 나타나는 것과 대조적으로 우미보즈는 바다의 이상현상을 동반하지 않고 나타나는 경우도 있다(이 경우 대부분 우미보즈가 나타난뒤 날씨가 거칠어지기 시작해 배가 침몰하는 이상현상이 일어난다). 그렇기 때문에 실제로 존재하는 무엇인가를 잘못봤을 가능성이 지적되고 있으며 그 정체는 바다 생물 외에, 비구름이나 파도 등 자연현상을 들 수 있다
우미보즈는 나체의 중같은 것이 무리를 지어 배를 습격한다고 전해지는 것이 많으며, 선체나 노에 매달리거나 화톳불을 끄려한다. 때로는 "야아 야아" 같은 소리를 내며 헤엄치며, 노를 부러뜨리면 "아이타타" 등 비명을 지른다고 한다. 이것들이 울음 소리를 내는 것으로 보아 바다표범이나 물개, 돌고래, 그 중 가장 가능성이 높은 고래와 같은 해양동물로 추정된다.
한편 약점은 담배 연기이며, 운 나쁘게도 만났을 때는 이것을 준비해 두면 살 수 있다고 한다.

## 고전에서의 우미보즈
간세이 시대의 수필 《한창자화》에 의하면 이즈미 카이즈카(지금의 오사카부 가이즈카시)에서는 우미보즈가 바다에서 올라와 지상에 머물렀다 바다에 돌아가는 약 3일 정도는 아이들을 밖에 나가지 못하게 했다고 한다.
수필 《우창한화》에서는 쿠와나한(지금의 미에현)에서 월말에는 우미보즈가 나온다며 배의 출항을 금지하였으나 한 어부가 금지령을 어기고 바다에 나갔더니, 우미보즈가 나타나 "내가 두려운가"라고 물어 어부가 "세상을 건너가는 것만큼 두렵지는 않다"고 대답하자, 우미보즈가 사라졌다고 한다. 이와 비슷하게 월말에는 자도가시라(座頭頭)라고 불리는 눈 먼 스님이 바다에 나타난다는 전설도 있으며, 사람에게 "두려운가"하고 물어 "두렵다" "살려달라"며 무서워하면 "월말에는 배를 띄우는 것이 아니다" 라고 말하며 떠나갔다고 한다..

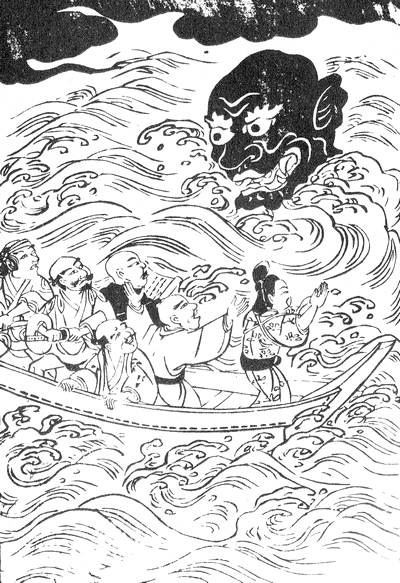
《기이잡담집》 이라고 근처에서 히토리뇨보, 배에 타 상어에 잡히다.

에도 시대의 고전 《기이잡담집》에서는 '쿠로뉴도'라는 우미보즈의 이야기가 나온다. 이세노쿠니(지금의 미에현)에서 이라고미사키로 향하는 배에서 선주가 히토리뇨보(独り女房)를 베려하자 선진이라는 자가 자신의 아내를 억지로 태운 것이라며 말렸다고 한다. 그러나 바다에서 큰 폭풍이 일어나, 선주는 용신의 분노를 샀다, 여자가 탔기 때문이라고 화를 내며 용신이 좋아할 만한 것을 바다에 던졌으나 폭풍은 가라앉지 않고 이윽고 크로뉴도의 머리가 나타났다. 그것은 인간의 머리 5,6배에 육박하며, 눈은 빛나고 말처럼 입은 2자(약 60센치 정도)만 했다. 선진의 아내가 마음을 굳히고 바다에 몸을 던지자, 쿠로뉴도가 그 아내를 물고 사라져 폭풍은 가라앉았다고 한다. 이처럼 우미보즈는 용신이 영락한 모습이며, 산 제물을 원한다고 한다。
오우 타이카이의 《해도일지》에서는 우미오쇼(海和尚)라는 이름으로 쓰여있으며, 사람과 닮은 요괴지만 입이 귀까지 찢어져 있고, 사람을 발견하면 웃음을 크게 지어 보인다고 한다. 또한 우미오쇼가 나타나면 반드시 폭풍이 일어나 바다가 거칠어져 두려워했다고 한다. 이것은 바다거북 요괴라는 설도 있다.
호에이 시대의 책 《본조어원》에는 후네뉴도(船入道)라는 우미보즈에 대해 쓰여 있는데, 신장이 6,7자에 눈과 코, 손발이 없으며 후네뉴도와 만났을 때는 아무말없이 못본척 해야한다고 한다. 만약 "저건 뭐지?" 등 한마디라도 하면 다짜고짜 배를 침몰시켰다고 한다. 또한 아와지섬의 유라쵸(지금의 스모토시)에서는 배의 짐중에 제일 소중한 것을 바다에 던지면 살 수 있었다고 한다.

## 우미보즈가 등장하는 작품
- 그림책 《구리와 구라의 해수욕》

어린이용 그림책. 이 책에 등장하는 우미보즈는 남자 아이와 닮은 모습으로 묘사되어 있다. 모델은 저자가 다니던 수영장의 선생님이라고 한다.
- 만화책 《빨간망토 차차》

우미보즈와 그의 여동생 두명이 등장. 거대하고 인정이 많은 수정(水玉)으로 그려져 있다.
- 애니메이션 《모노노케 (애니메이션)》

우미보즈 에피소드

## 같이 보기
- 드라우그
- 시 멍크